# Siedem nianiek
Siedem nianiek (ros. Семь нянек) – radziecka komedia filmowa z 1962 roku w reżyserii Rołana Bykowa.